# Ekefors damm
Ekefors damm är en sjö i Älmhults kommun i Småland och ingår i Helge ås huvudavrinningsområde.